# Aventino (mitologia)

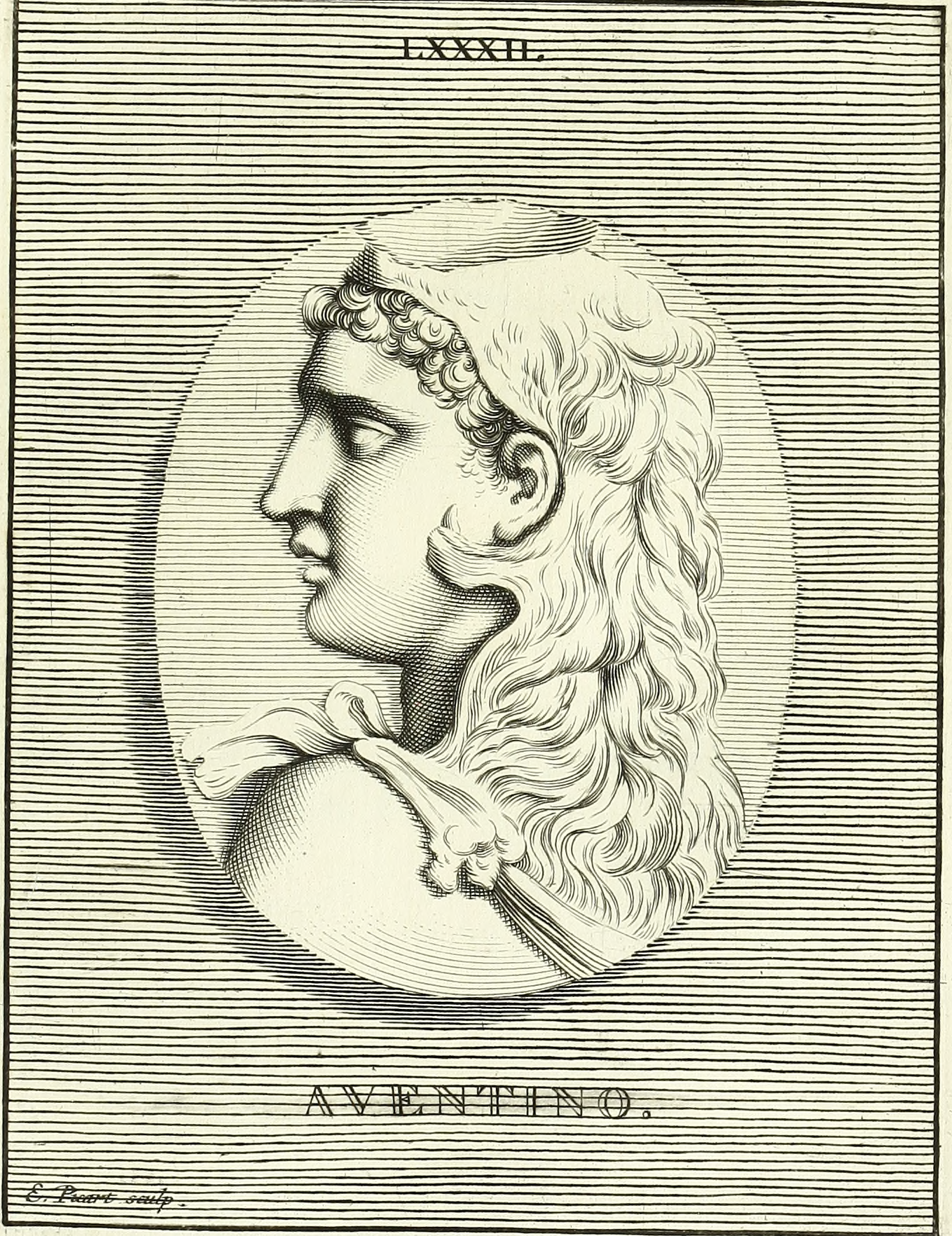

Nella mitologia greca,  Aventino era il nome di uno dei figli di Eracle e di una sacerdotessa italica di nome Rea (da non confondere con Rea, sposa di Crono).
Diventò re degli Albani. Si unì successivamente a Turno nella guerra contro Enea.
Dal nome di questo personaggio mitico potrebbe derivare quello del colle Aventino (Roma).